# بيلي باوليغز
بيلي باوليغز (بالإنجليزية: Billy Bowlegs) ، من مواليد 1810 ، وتوفي سنة 1859م، وهو زعيم قبيلة في فلوريدا أثناء النزاع بين الحكومة الأمريكية وسكان الهنود الحمر، وقاموا بنقل زعيم الهنود إلى الأراضي الهندية (ولاية أوكلاهوما حالياً).

## وصلات خارجية
- "Billy Bowlegs", infoplease.com
- "Billy Bowlegs" نسخة محفوظة 23 مايو 2011 على موقع واي باك مشين., Chronicles of Oklahoma, Vol. 33, 1955